# Gal·loitàlic
El gal·loitàlic, també conegut com a padà, és una família de llengües romàniques occidentals que presenten característiques comunes d'una banda amb les llengües gal·loromàniques (com l'occità i el francès), i d'altra amb les italoromàniques (com l'italià).
En la definició estricta de gal·loitàlic s'inclouen, generalment:
- piemontès (piemontèis);
- llombard (lombard, lumbaart) occidental i oriental;[3]
- lígur (lìgure);
- emiliano-romanyol (emilian-rumagnòl).[4]

Algunes publicacions també hi inclouen el vènet.

## Conceptualització
El gal·loitàlic rep conceptualitzacions contradictòries.

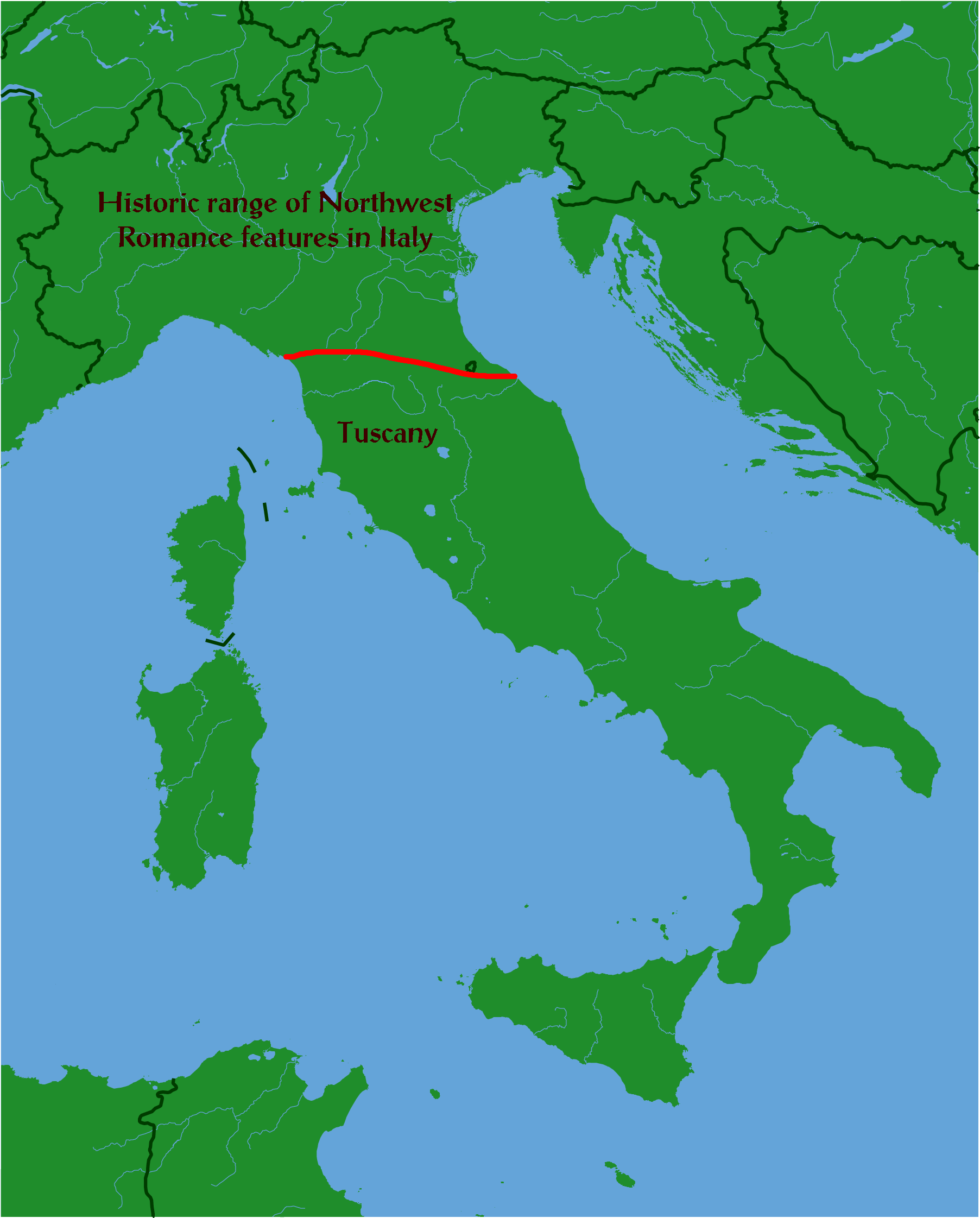
La línia La Spezia-Rimini (Spèza-Rémin) frontera entre llengües romàniques occidentals (al nord) i orientals (al sud)

### Presumpte grup dialectal italià
Segons la romanística tradicional (per ex., Gian Battista Pellegrini i Jacques Allières), el gal·loitàlic és un grup dialectal de la llengua italiana. Concretament, i d'ençà l'il·lustre dialectòleg Clemente Merlo, la italianística oficial considera que el gal·loitàlic i el vènet, com a sengles grups dialectals, constituirien coordinadament el grup de dialetti settentrionali o altoitaliani de la llengua italiana. No obstant això, perquè aquesta definició sigui vàlida cal entendre per llengua italiana, com en les obres del lingüista alemany Gerhard Rohlfs, el conjunt dels dialectes romànics d'Itàlia (i de Còrsega), entre els quals destacaria la llengua italiana literària i oficial, que prové del dialecte florentí de Dante, Giovanni Boccaccio i Petrarca.
Aquesta argumentació és extralingüística i, de fet, coincideix amb la tesi oficial de l'Estat italià: com que, per motius complexos, l'italià ha anat funcionant com a estàndard dels parlants de gal·loitàlic, llavors el gal·loitàlic ha d'ésser una forma d'italià. El gal·loitàlic no hi és definit en termes de la ciència lingüística, sinó en funció d'arguments polítics justificatius d'una imposició sociohistòrica.
Com la romanística ha sabut de sempre, sense insistir-hi gaire per motius pragmàtics, el problema de la tesi del "gal·loitàlic = grup dialectal de la llengua italiana" és que cal descartar-la, per científicament insostenible: si, com establí Walter von Wartburg, la línia La Spezia-Rimini (Spèza-Rémin en el padà autòcton) és la frontera interromànica més important, i divideix el subgrup occidental, al nord, del subgrup oriental, al sud (divisòria cabra/capra, vidas/vite), llavors el gal·loitàlic, situat al nord de la línia (traçada precisament pel sud del seu domini) no pot ser la mateixa llengua que l'italià: una llengua romànica no pot ser alhora oriental i occidental.
Ja el 1905 el cèlebre dialectòleg Pier Enea Guarnerio remarcava que "tutti così alieni dal sistema italiano e, all'incontro, così conformi alla struttura gallica che parrebbe legittimo sottrarre senz'altro il piemontese, il ligure, il lombardo e l'emiliano dalla famiglia italiana per farne un gruppo a sé o, al più, subordinato al francese"; per no fer-ho, tot seguit adduïa arguments extralingüistics. Romanistes tan prestigiosos com Angelo Monteverdi, el 1952, i Heinrich Lausberg, el 1969, assenyalen que les parles del nord de la línia no es poden adscriure a l'àmbit lingüístic italià. A les alçades de 1972, fins i tot un representant conspicu de la italianística nacionalista com G. B. Pellegrini distingia el conjunt padano-vènet dels dialectes pròpiament italians, si bé emmig d'una darrera temptativa de demostrar la presumpta italianitat del rètic (vegeu qüestió ladina).
Endemés d'aquest punt tan essencial, força altres característiques definitòries del gal·loitàlic i de l'italià són mútuament incompatibles: l'italià no admet consonant en posició final, mentre que parles com el piemontès i el llombard presenten consonant final com a marca de masculí, i multitud de grups consonàntics finals; l'italià reduplica consonants intervocàliques en molts casos, però el gal·loitàlic no; en italià la essa sonora només es dona en posició intervocàlica, i no en tots els dialectes, mentre que en gal·loitàlic presenta distribució i funcionalitat distintiva anàlogues a les de les llengües gal·loromàniques, i fins i tot pot donar-se en posició final; el vocalisme gal·loitàlic inclou vocals neutres inexistents en italià; etc., etc.
Com escriu Coluzzi (2004, 4-5) referint-se genèricament al conjunt de llengües que l'Estat italià considera dialetti italiani, "les llengües regionals italianes, malgrat ser (...) varietats lingüístiques independents derivades directament del llatí, (...) encara són anomenades i conegudes com a 'dialectes' de l'italià. A menys que no definim el terme 'dialecte' com a nom donat a qualsevol varietat lingüística que no gaudeix de reconeixement oficial com a 'llengua', els anomenats 'dialectes' italians no són pas dialectes de l'italià en absolut, i la intel·ligibilitat entre ells i l'italià és força baixa; sovint més baixa que entre algunes llengües estàndard com el francès i l'italià (...)". Hi afegeix en nota: "No són pas 'subdivisions d'una llengua concreta'".

### El padà, llengua romànica
Es pot conceptualitzar el gal·loitàlic com a llengua romànica (padà), diferent de l'italià: el conjunt de piemontès, llombard (occidental i oriental), lígur i emilià-romanyol tindria característiques comunes (i no compartides amb el vènet), suficients per a generar un estàndard unitari coherent. És opinió comuna de bon nombre de lingüistes (Francesco Luigi Rossi, per exemple), i també d'activistes crítics (per exemple, Sergio Salvi). Entre aquells que caracteritzen el padà com a llengua, emperò, l'acord no és complet: n'hi ha que hi inclouen el vènet.

### Diverses llengües romàniques
Per a alguns autors, el gal·loitàlic constitueix una família lingüística pròpia formada per llengües diferents entre si i envers l'italià, fins al punt de pertànyer a agrupacions diferents de les llengües italianooccidentals. Aquesta és l'opinió general entre els lingüistes i té com a màxim defensors a Einar Haugen i Karl Gebhardt. De fet, des dels anys vuitanta el Consell d'Europa reconeix piemontès, llombard, lígur i emilià-romanyol com a sengles "llengües minoritàries". Cadascuna té codi propi en la classificació ISO de les llengües. La influent base de dades lingüística Ethnologue també opta per individuar com a llengua cada component principal del gal·loitàlic (fins a distingir entre emilià i romanyol); probablement això ha determinat el criteri que s'aplica en les viquipèdies. Així doncs, si bé hi ha debat entre si les llengües gal·loitàliques son o no gal·loromàniques en un sentit ampli, hom és d'acord amb ficar-les dins del grup de llengües gal·loibèriques.

## Domini lingüístic

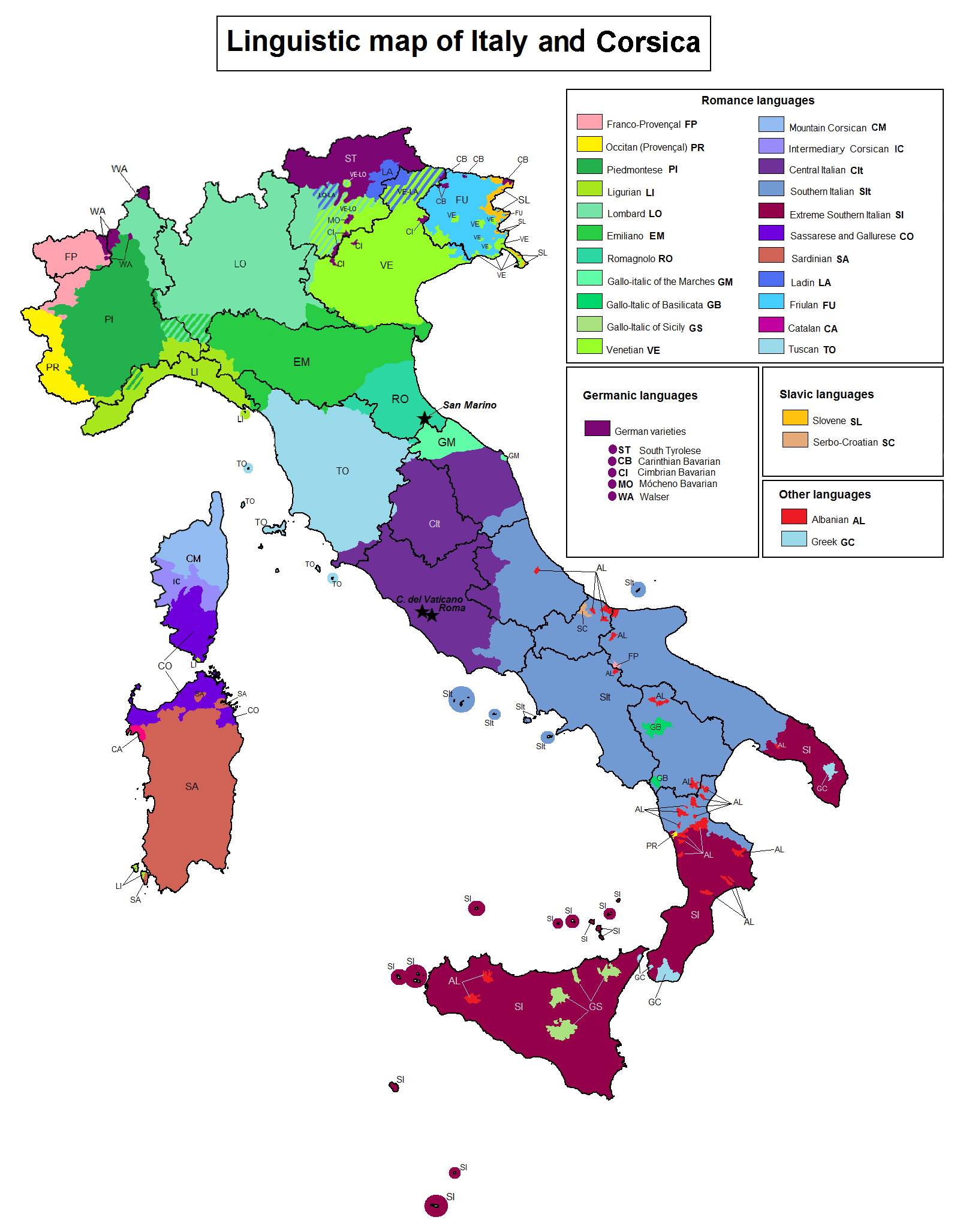
Fronteres lingüístiques segons el concepte 3. En el concepte 2 sumaríem piemontès, llombard, lígur i emiliano-romanyol com una única llengua: el gal·loitàlic o padà. A títol comparatiu, l'italià consistiria en els blocs blau cel i lila del terç central, més Còrsega

El domini lingüístic gal·loitàlic es correspon a grans trets amb la conca del riu Po (Padus, en llatí), regió modernament coneguda com Padània, i d'on provindria el nom de padà, que també se li aplica. Així, doncs, comprèn: 
- una àmplia zona del nord de l'Estat italià, incloent-hi:
  - la major part de les regions administratives del Piemont, Llombardia, Ligúria i Emília-Romanya;
  - el sector occidental de la província del Trentino (amb la mateixa Trento);
  - petits sectors d'altres regions veïnes de les citades.
- en estats veïns de l'italià:
  - el Principat de Mònaco, illot lingüístic lígur en àmbit occità;
  - un petit sector de l'Estat francès, vora la frontera italiana;
  - el cantó del Tessí i sectors del dels Grisons (Suïssa);
  - i la República de San Marino.
- illots lingüístics a la Basilicata i a Sicília.

El gal·loitàlic constitueix, així, un bloc territorialment compacte que limita a l'oest amb l'occità i l'arpità; al nord amb l'alemany; a l'est amb el vènet; i al sud amb l'italià.
Com ja hem vist, el límit meridional del gal·loitàlic amb l'italià en sentit estricte es correspon amb la línia La Spezia-Rimini (Spèza-Rémin) La separació entre les llengües romàniques marcada per aquesta línia les divideix en dos grans subgrups: la Romània Occidental (incloent-hi el gal·loitàlic, el vènet, el rètic, les llengües gal·loromàniques i les iberoromàniques) i la Romània Oriental (incloent-hi l'italià pròpiament dit, el romanès, etc.), amb el sard tot sol com a tercer subgrup.

## Parlants
Fins a mitjan segle xx els parlants de gal·loitàlic constituïen la pràctica totalitat de la població. Avui dia, tot i que la situació sociolingüística hi és summament delicada, la llengua encara compta amb milions de parlants, si bé generalment bilingüitzats en italià. Segons les estimacions més recents:
- Piemontès: dos milions de parlants actius i un milió de locutors passius.
- Llombard: 3.600.000 parlants.
- Lígur: entre 300.000 parlants i mig milió.
- Emilià-romanyol: tres milions de parlants.

Això acostaria la xifra total als nou milions de parlants.

## Normativa
No existeix normativa unitària per al conjunt del gal·loitàlic, per manca d'instruments normatius que abastin tot el domini, i també, és clar, per manca de consens general sobre la mateixa existència del conjunt com a llengua unitària. Però això s'aplica també a cadascun dels dialectes padànics (o llengües). Fins i tot en el camp de l'ortografia s'hi dona encara l'anarquia ja multisecular: ortografies tradicionals, però en la majoria de casos d'àmbit local o comarcal, vora usos ortogràfics a gust d'autor. Emperò, entre les principals ortografies gal·loitàliques en ús podem citar:
- l'ortografia piemontesa tradicional, en forma sistematitzada per lingüistes com Bruno Villata;
- l'ortografia milanesa clàssica, principal sistema d'escriptura del llombard occidental, en la versió perfeccionada als anys noranta pel Circolo filologico di Milano;
- l'ortografia ticinesa, amb què s'escriu el llombard occidental al cantó del Tessí;
- l'ortografia de l'Académia Lingùstica de Brénno (grafia ofiçiâ), proposta d'estàndard per al lígur;
- l'ortografia lexicogràfica moderna" proposada pel lingüista Daniele Vitali com a estàndard bolonyès, a partir dels anys noranta, i que vindria a ésser la més influent del marc emiliano-romanyol.

En canvi, sí que s'han proposat sistemes d'ortografia unitària per a la hipòtesi de macropadà propugnada pel lingüista Geoffrey Hull i la seva escola. En aquesta línia, les propostes principals són la UPO (unified Padanian orthography, 1982), de Hull, i la SPO (standard Padanian ortography, 2010), de Claudi Meneghin. En ambdós casos s'inspiren explícitament en els usos ortogràfics i el model normatiu típicament gal·loromànics representats pel català (Fabra), l'occità (Alibèrt) i l'arpità (Stitch). El problema d'aquesta normativa és que pressuposa una "llengua padànica" composta pel padà pròpiament dit (o gal·loitàlic), el vènet i el conjunt del rètic.

## Característiques generals

### Vocalisme
- presència de la vocal tancada anterior arredonida /y/ i la vocal semitancada anterior arredonida /ø/, però absents a la franja central emiliana i en romanyol: piem. cör, lüna; llomb. föc, lüme ('llum'); líg. cheu /'kø/ (cor), ciù /'t͡ʃy/.

### Consonantisme
- sonorització dels sons /p/, /t/, /k/ llatins a /b/, /d/, /g/ o la seua caiguda en posició intervocàlica, tret definitòriament occidental: piem. furmia, rua, avril (formiga, roda, abril); llomb. röda; llomb. i em.-rom. furmiga; líg. logu, röa ('lloc, roda'); em.-rom. ròda, piga.
- grups llatins CE- CI- donen /s/ com en gal·loromànic: piem. cent ('cent'); llomb. cena ('sopar'), dolç ('dolç'); líg. graçie ('gràcies') -- per influència de l'italià a molts parlars ha esdevingut /tʃ/.
- grups GE- GI- llatins donen:
  - /d͡ʒ/ (o /ʒ/): piem. gest; llomb. gent, giust; líg. gêxa' ('església').
  - /d͡z/ (o /z/): piem. zinziva ('geniva'); líg. zeneize ('genovès').
- distinció de /z/ i /s/ acord amb la resta del gal·loromànic: 
  - S sorda /s/: piem. sensa, pass ('sense, pas'); llomb. passà ('passar'); em.-rom cussèn' ('coixí').
  - S sonora /z/: piem. rösa, pas ('rosa, pau'); llomb. faseva ('feia'); em.-rom. cusèn ('cosí').

### Morfologia
- Pronoms d'objecte emprats com pronoms de subjecte: llomb. mi parli; líg. mi pàrlo ('jo parlo', literalment 'em parlo'); em.-rom. am arcôrd[23] ('jo recordo', literalment 'em recordo')
- Pronoms duplicats per norma: piem. am ha dime ('m'ha dit', literalment 'm'ha dit-me'); llomb. ti te càntet ('tu cantes', literalment 'tu et cantes-te'); líg. ti ti peu ('tu pots', literalment 'tu tu pots') però només per a la segon i tercera persona del singular.
- Caiguda de vocals finals, la qual cosa produeix multitud de terminacions en consonant i en grup consonàntic d'acord amb altres llengües del gal·loromànic: piem. subit ('ràpid'), piemontèis, Türin, bòsch, Piemont; llomb. òmm, füm, nef ('home', 'fum', 'neu'), Milan, lombard; líg. sols de mots acabats en -n: càn, cançón ('gos', 'canço') però giànco, spêglio, lìgure (blanc, espill, lígur); em.-rom. òc ('ull'), emilian, nuèter, ('nosaltres'), rumagnòl, bulgnaiṡ ('bolonyès'), ragn ('regne'), fredd ('fred').
- Conservació de la marca de femení «-a» com en català i occità: piem. piemontèisa; llomb. èrba, amisa ('herba', 'amiga'); líg. lùnn-a ('lluna') em.-rom. fnèstra ('finestra').
- Evolució dels plurals anàloga al francés amb que les formes singular i plural són formalment idèntics: piem. el cit, ij cit ('el nen, els nens'); llomb. occ. el tramvaj, i tramvaj ('el tramvia, els tramvies'); líg. o figeu, i figeu ('el fill, els fills'). O que esdevé força complex en certes terminacions: líg. cançón-cançoìn ('cançó-cançons'), profesô-profesoî (professor-professors); em.-rom. martèl-martî ('martell-martells'). Aquests canvis poden portar a plurals vocàlics, típics de les llengües italo-dàlmates, anàlegs a l'italià: líg. méistro-méistri ('mestre-mestres'), carêga-carêghe (càrrega-càrregues).
- Absència de consonants geminades: piem. caval; llomb. gata; líg. gato; en contraposició a l'italià cavallo, gatta, gatto.
- El grup -CT- llatí dona /t/ o /k/: piem. central lait, noit; piem. oriental i llomb. lac, noc; líg. læte, néute; em.-rom. lât, nôt ('llet', 'nit').
- Palatalització dels grups consonàntics llatins CL-, GL- cap a /t͡ʃ/ i /d͡ʒ/: piem. ciau, llomb. i em. ciaf, líg. ciâve /'t͡ʃa:ve/, giæa /'d͡ʒɛ:a/; rom. cief ; general gièra ('clau', 'grava'); en contraposició a l'italià chiave /'kjave/, ghiaia /'gjaja/.
- Pèrdua de la marca d'infinitiu llatí -RE: piem. cantè; llomb. cantà ('cantar'); líg. parlâ ('parlar'); excepte a l'emilià-romanyol: magnèr, métar ('menjar, metre/ficar').

## Taula comparativa
Mostres de diverses variants gal·loitàliques, comparades entre si i amb altres llengües romàniques. S'hi inclou el llatí com a element referencial. Gal·loitàlic, distingit en negretes.
| Llengua                                       | Frase                                                        |
| --------------------------------------------- | ------------------------------------------------------------ |
| Llatí                                         | (Illa) Claudit semper fenestram antequam cenet.              |
| Italià estàndard                              | (Ella) chiude sempre la finestra prima di cenare.            |
| Toscà, dialecte florentí modern               | Lei la 'hiude sempre la finestra pria di'ccenà.              |
| Piemontès                                     | Chila a sara sempe la fnestra dnans ëd fai sin-a/siné.       |
| Lígur (inclòs el monegasc i el roiasc)        | Lê a særa sénpre o barcón primma de cenâ.                    |
| Lígur tabarquí                                | Lé a sère fissu u barcun primma de cenò.                     |
| Llombard occidental,                          | (Lee) la sara semper su la fenèstra primma de sena.          |
| Llombard oriental                             | (Lé) la sèra sèmper sö la finèstra prima de senà.            |
| Emilià bolonyès                               | (Lî) la sèra sänper la fnèstra prémma ed dsnèr.              |
| Romanyol fanès (Fano, Marques Septentrionals) | Lìa chìud sèmpr la fnestra prema'de cnè.                     |
| Vènet                                         | Ła sàra/sèra senpre el balcón vanti senàr/dixnàr.            |
| Ladí nonès (Val de Non, Trento)               | (Ela) la sera semper la fenestra inant zenar.                |
| Furlà                                         | Jê e siere simpri il barcon prin di cenâ.                    |
| Romanx                                        | Ella clauda/sèrra adina la fanestra avant ch'ella tschainia. |
| Istriot (Rovèigno, it.: Rovigno; cr.: Rovinj) | Gila insiera senpro lo balcon preîma da senà.                |
| Occità                                        | (Ela) barra totjorn la fenèstra abans de sopar.              |
| Català                                        | (Ella) tanca sempre la finestra abans de sopar.              |

## Sociolingüística
En termes sociolingüístics, el gal·loitàlic o padà és una llengua subsumida, és a dir, que generalment no és percebuda com a llengua diferent de l'oficial, sinó com a variant dialectal seva; element decisiu que en bloca l'autoafirmació. Aquesta relació multisecular amb l'italià, el gal·loitàlic la comparteix amb el vènet, el napolità i el sicilià.

### Panoràmica històrica
Les parles gal·loitàliques compten amb ús escrit d'ençà l'edat mitjana, sovint amb tradicions ortogràfiques pròpies arribades a l'actualitat. La producció literària en llombard, piemontès, variants com el milanès i el bolonyès, etc., no ha cessat mai, si bé, per motius extraliteraris, manca del prestigi social i de la projecció exterior de la italiana.
Emperò, arran del Renaixement l'italià tendí a funcionar com a registre estàndard i llengua de cultura de tota la península (parlants de gal·loitàlic inclosos), més Còrsega i Sicília, fins a establir-s'hi una diglòssia sistemàtica. Fora del domini lingüístic estrictament italià, aquest era una llengua essencialment escrita, transmesa per via erudita (com el llatí) i amb funcions de llengua de cultura, sovint d'administració; també de l'escolarització infantil, allà on existia. D'ací, per exemple, l'aspecte italià de tants cognoms padans, ja de ben antic: com que els registrava i fixava l'administració, aquesta, no pas amb voluntat assimiladora, sinó sens dubte amb la millor de les intencions, mirava d'adaptar-los a les bones pautes de la llengua escrita, és a dir, a la morfologia italiana.
Paral·lelament, la vida quotidiana, l'oralitat, funcionaven exclusivament en la llengua autòctona de cada territori.

### L'Estat unitari
El Risorgimento, amb la difusió social del nacionalisme italià i la reivindicació expressa d'una presumpta nació monolingüe d'abast peninsular (i sicilià), consolidà la percepció del gal·loitàlic, no pas com a llengua potencialment rival de l'italià (com seria el cas de l'occità o del sard), sinó com a feix bigarrat de pintorescos dialetti de la llengua italiana; element que passà a ésser ideologia d'Estat. La maniobra era doblement perversa: dialecte suggeria, d'una banda, infrallengua intrínsecament disfuncional, d'àmbit territorialment reduït, si no merament local, i, a més a més, connotada amb subdesenvolupament i inferioritat social. D'altra banda, el terme dialecte afirmava que aquell parlar era una forma d'italià, que ja tenia el seu estàndard en la llengua oficial.
Feta la Unità, la pressió de l'italià s'intensifica: el nou Estat funciona exclusivament en italià, i es concep a si mateix com a nació basada en la presumpta comunitat de llengua i de cultura (que és precisament el que justificava el mateix procés d'unificació estatal), quan en realitat és de composició tan multilingüe com Àustria-Hongria. Si no té paciencia envers els manifestament al·lòfons (arpitans, occitans, rètics, eslovens, grecs, albanesos, etc.), menys encara envers les llengües subsumides en l'italià. La voluntat lingüicida és tan intensa com la del seu model francès; però relativament inefectiva, d'antuvi, per les greus mancances infrastructurals d'aqueix Estat compulsivament centralista, però ineficient.
Tot això, juntament amb la minusvaluració de la vàlua comunicativa d'aqueixos dialetti, i amb la imposició sistemàtica de l'italià en exclusiva (en el govern i l'administració, l'escola, els mitjans de comunicació, el mercat, el servei militar, etc.), més la difusió, per tots els mitjans, d'un nacional-estatisme italià identificat necessàriament amb la llengua italiana, generació rere generació, ha minat l'autoestima lingüística dels parlants de gal·loitàlic, i ha impedit fins molt recentment que concebessin llurs parles ("locals", "regionals") com a llengua, diferent de l'italià i susceptible de funcionalitat plena.
Durant segles, tant en les condicions precapitalistes com, de fet, fins ben endins del segle xx, el gal·loitàlic (com les altres llengües subsumides) resistí molt bé com a llengua oral d'ús massiu dins el seu territori, on l'italià feia funcions de "llengua A" indiscutible, però poc parlada en la quotidianitat, i amb àmplies franges de la població monolingües en gal·loitàlic, mentre que aquells que sabien italià tenien dificultats més o menys serioses per a articular-lo fluidament. I això inclou, fins i tot, els màxims artífexs de la unitat italiana, Cavour i Víctor Manuel II.
Al llarg del segle xx, la consolidació de l'Estat modern, l'escolarització obligatòria efectiva, la ràdio i la televisió, les profundes transformacions socials que alteren les condicions de vida, tendeixen a universalitzar el coneixement de l'italià, ja indispensable per a l'ascens social.

### Situació actual
D'ençà mitjans segle xx la pràctica totalitat de gal·loitalòfons està bilingüitzada en italià, i en moltes zones ha avançat la substitució lingüística per part de l'italià, sobretot per trencament de la transmissió intergeneracional. Vitali (2011) constata que "molts dels dialectes de la llengua padana estan desapareixent ràpidament, la qual cosa és una gran pèrdua cultural". En el marc d'un estudi sobre el bolonyès, Tamburelli (2010) afirma que "per a la majoria de les llengües regionals d'Itàlia la situació és més aviat dramàtica, car l'estat italià en nega l'existència de moltes". Piemontès, llombard, lígur i emilianoromanyol consten com a llengües (amenaçades) al Red book of endangered languages de la UNESCO.
Amb tot, el gal·loitàlic compta encara amb milions de parlants, i també es conserva entre la important diàspora italiana. Té, així mateix, entitats i activistes que n'impulsen l'ús, tot i que no sempre concertadament.
Entre els entrebancs per a la promoció de les llengües gal·loitàliques hi ha:
- El rebuig estatal a reconèixe-les oficialment.
- La manca de consciència lingüística de la majoria dels parlants.
- L'atomització de les llengües d'Itàlia a nivell de dialecte local, els anomenats dialetti.
- L'absència de normativa unitària per a tot el grup o, fins i tot, per a cadascuna de les llengües.[28]

L'italià parlat al domini lingüístic gal·loitàlic presenta trets fonètics, morfològics i lèxics força característics, per acció del gal·loitàlic com a adstrat (en els bilingües) o substrat (en els italianitzats). Aqueixes parles constitueixen sengles exemples d'allò que la sociolingüística italiana anomena italiani regionali, per contrast amb les llengües autòctones altres que l'italià, que aqueixa disciplina anomena dialetti. Un exemple de "italià regional" de base gal·loitàlica fora la parla de Benito Mussolini, que, per exemple, pronunciava Italia com a Itaglia (que en català transcriuríem Italla).